# Галамян Іван Олександрович
Іва́н Олекса́ндрович Галамя́н (англ. Ivan Alexander Galamian; 23 січня 1903, Тебріз, Персія (Іран) — 14 квітня 1981, Нью-Йорк) — вірмено-американський скрипаль і музичний педагог.

## Біографія
Народився в Тебрізе, у вірменській родині, що пізніше переїхала до Москви, де Галамян навчався в музичному училищі при Московському філармонійному товаристві у Костянтина Мостраса. У 1919 році Галамян покинув Росію та оселився в Парижі, де займався під керівництвом Люсьєна Капе та 1924 року дебютував як соліст. Однак незабаром за станом здоров'я і психологічних причин Галамян відмовився від виконавської кар'єри та повністю зосередився на викладанні, почавши з роботи у Російській консерваторії в Парижі (1925–1929).
1937 року Галамян виїхав до США, де провів решту життя. З 1944 року він викладав в Кертісовськом інституті музики, а 1946 року очолив відділення скрипки в Джульярдскій школі. Серед учнів Галамяна в різний час були Іцхак Перлман, Пінхас Цукерман, Берл Сенофскі, Міріам Фрід, Дмитро Ситковецький, Майкл Рабін, Арнольд Стайнхардт, Девід Надьєн та інші відомі майстри різних поколінь і національностей. Ісаак Стерн назвав Галамяна найефективнішим викладачем скрипки США.
Іван Галамян залишив два підручники скрипкової майстерності: «Сучасна скрипкова техніка» (англ. Contemporary Violin Technique) і «Принципи скрипкового виконавства і викладання» (англ. Principles of Violin Playing and Teaching), обидва 1962 року. Окрім того, Галамяном здійснені редакції багатьох значних творів скрипкового репертуару — зокрема, концертів Баха, Вівальді, Венявського, Дворжака, каприсів Паганіні, сонат Брамса та ін.